# Notomyotida
Notomyotida là một bộ sao biển trong lớp Asteroidea. Bộ này có 1 họ, 8 chi, tổng cộng có 75 loài.

## Các chi
- Họ Benthopectinidae[1]
  - Chi Acontiaster Doderlein, 1921
  - Chi Benthopecten Verrill, 1884
  - Chi Cheiraster Studer, 1883
  - Chi Gaussaster Ludwig, 1910
  - Chi Myonotus Fisher, 1911
  - Chi Nearchaster Fisher, 1911
  - Chi Pectinaster Perrier, 1885
  - Chi Pontaster Sladen, 1885